# Starker Staat
Ein starker Staat ist ein Staatsmodell, das je nach politischem Ziel und Inhalt sehr unterschiedlich konzipiert sein kann. Eine allgemeine Abgrenzung des Begriffs zum Modell des „totalen Staates“ ist nicht möglich. Unter einem kritischen Vorzeichen wird der Begriff zum Teil auch synonym mit Obrigkeitsstaat verwendet. Ideengeschichtlich ist die Idee auf die theoretische Fundierung der Vertretung der besitzbürgerlichen Interessen durch Jean Bodin sowie die politische Philosophie von Thomas Hobbes und dessen pessimistische Anthropologie zurückzuführen. Der engere Bedeutungsgehalt des Begriffs erschließt sich aus den jeweiligen beschreibenden, analytischen und kritischen Charakterisierungen von einzelnen Autoren. Bezogen auf Staatsoberhäupter, Regierungen oder Bevölkerungen wurde ein Staat dann als „stark“ charakterisiert, wenn er souverän, autoritär, zentralistisch oder auch einheitlich organisiert ist. In der Wirtschaft ist die Idee mit dem ordnungspolitischen Konzept des Ordoliberalismus auf das engste verknüpft. In der Theorie der internationalen Beziehungen wurde das Modell im Neorealismus aufgenommen und in ein Kontrastverhältnis zu dem des „schwachen Staates“ gesetzt.

## Geschichte
In der zweiten Hälfte des 19. Jahrhunderts plädierte der Philosoph Friedrich Nietzsche für einen hierarchisch organisierten „starken Staat“ in der Form der Aristokratie, den er der Dekadenz sowie dem von ihm wahrgenommenen Nihilismus in der modernen Gesellschaft entgegensetzen wollte. Konkret zielte sein Interesse dabei auf einheitliche physiognomische Strukturen der staatlichen Organisation, um die Möglichkeit der Lenkung des „Einzelnen“ sowie von Gruppen und Verbänden zu realisieren. Nietzsche entwarf sein Staatskonzept bewusst als ein Gegenmodell zur modernen Idee der Gleichheit; seine Konzeption war mit dem Züchtungsgedanken einer „stärkeren Rasse“ zum Hervorbringen seines Idealbildes des Übermenschen verbunden. Diesen Züchtungsgedanken entwickelte er aus seiner Idee an eine Erziehungsorganisation, die nach dem Prinzip der elitären Selektion auf das Werden kommender Menschen blickt. Nietzsches Organisation der Erziehung war sowohl demokratisch als auch aristokratisch angelegt, wie Karl Jaspers später anmerkte: „Sie ist demokratisch, insofern sie das ganze Volk meint, aus allen Schichten auslesen möchte; sie ist aristokratisch, insofern es ihr auf die Besten ankommt.“ Anders als Hobbes’ Philosophie des „starken Staates“ begründete Nietzsche sein Modell indessen nicht auf den pessimistischen anthropologischen Ansatz, nach dem von einem ursprünglich egoistisch-tyrannischen Machttrieb ausgegangen werden müsse. Sein Machtkonzept verband er mit der Idee einer „aufgeklärten Aufklärung“, die allerdings ein Vorrecht von wenigen, „aristokratisch“ herrschenden Menschen sei.
In der Zeit der Weimarer Republik engagierten sich Walter Eucken und Alexander Rüstow zwischen 1927 und 1932 dafür, in der Wirtschaftswissenschaft ein theoretisches Gegengewicht zu der in jener Zeit dominierenden Historische Schule herauszubilden und der Nationalökonomie insgesamt mehr Geltung zu verschaffen. Inmitten der Weltwirtschaftskrise hielt Rüstow im September 1932 auf der Jahrestagung des Vereins für Socialpolitik in Dresden einen Vortrag mit dem Titel „Freie Wirtschaft, starker Staat“, der neben Euckens Aufsatz „Staatliche Strukturwandlungen und die Krisis des Kapitalismus“ als die erste Manifestation des deutschen Neoliberalismus gilt. Diesen Liberalismus charakterisierte Rüstow in seiner Rede so: „Der neue Liberalismus jedenfalls, der heute vertretbar ist, fordert einen starken Staat, einen Staat oberhalb der Wirtschaft, oberhalb der Interessenten, da, wo er hingehört.“ Und er ergänzte, dass sich dieser „starke Staat“ aus „der Verstrickung mit den Wirtschaftsinteressen, wenn er in sie hineingeraten ist, wieder herauslösen“ können müsse. Denn „gerade dieses Sichbesinnen und Sichzurückziehen des Staates auf sich selber, diese Selbstbeschränkung als Grundlage der Selbstbekämpfung ist Voraussetzung und Ausdruck seiner Unabhängigkeit und Stärke“. Gekoppelt war diese Idee des „starken Staates“ mit der Vorstellung von staatlichen Eingriffen „in Richtung der Marktgesetze“. Ebenso wie Rüstow, ging es auch Eucken sowie Wilhelm Röpke um „marktkonforme Interventionen“ und um die Abwehr der Privilegiensuche und Macht von wirtschaftlichen Interessengruppen. Der Soziologe Wolfgang Streeck stellt diesem starken Staat einen demokratischen Staat gegenüber. Für Streeck ist ein demokratischer Staat mit dem Neoliberalismus unvereinbar.
Am 23. November 1932 hielt der Jurist Carl Schmitt, der mit Rüstow zu diesem Zeitpunkt in regem Kontakt stand, einen Vortrag vor Wirtschaftsvertretern (im so genannten Langnam-Verein) mit dem Titel „Starker Staat und gesunde Wirtschaft“. Hier forderte Schmitt in Anlehnung an Rüstow, der starke Staat solle auf einer „freien Wirtschaft“ basieren und sich im Sinne einer aktiven Entpolitisierung aus „nichtstaatlichen Sphären“ zurückziehen: „Sind wir uns über die großen Grundlinien klar, so erhebt sich die Frage: Wie kann man das Ziel einer Unterscheidung von Staat und Wirtschaft heute verwirklichen? Immer wieder zeigt sich dasselbe: nur ein starker Staat kann entpolitisieren, nur ein starker Staat kann offen und wirksam anordnen, dass gewisse Angelegenheiten, wie Verkehr oder Rundfunk, sein Regal sind und von ihm als solche verwaltet werden, daß andere Angelegenheiten der [...] wirtschaftlichen Selbstverwaltung zugehören, und alles übrige der freien Wirtschaft überlassen wird.“